# Euschmidtia fitzgeraldi
Euschmidtia fitzgeraldi är en insektsart som beskrevs av Marius Descamps 1964. Euschmidtia fitzgeraldi ingår i släktet Euschmidtia och familjen Euschmidtiidae. Inga underarter finns listade i Catalogue of Life.